# Cephalocera meridionalis
Cephalocera meridionalis är en tvåvingeart som beskrevs av Hesse 1969. Cephalocera meridionalis ingår i släktet Cephalocera och familjen Mydidae. Inga underarter finns listade i Catalogue of Life.